# Neoantistea agilis
Espèce
Synonymes
- Hahnia agilis Keyserling, 1887
- Hahnia bimaculata Emerton, 1890
- Neoantistea gertschi Muma, 1945

Neoantistea agilis est une espèce d'araignées aranéomorphes de la famille des Hahniidae.

## Distribution
Cette espèce se rencontre aux États-Unis et au Canada, de la Colombie-Britannique à Terre-Neuve et de la Floride à la Californie.

## Description
Neoantistea agilis mesure de 2,50 à 3,21 mm.

## Publication originale
- Keyserling, 1887 : Neue Spinnen aus America. VII. Verhandlungen der kaiserlich-königlichen zoologisch-botanischen Gesellschaft in Wien, vol. 37, p. 421-490 (texte intégral).